# بريان كينغ (سياسي)
بريان كينغ (بالإنجليزية: Bryan King)‏ هو سياسي أمريكي، ولد في 16 سبتمبر 1968 في سبرينغدل في الولايات المتحدة. حزبياً، نشط في الحزب الجمهوري. وقد انتخب عضو مجلس ولاية أركنساس.